# Ordine della Croce Rossa (Serbia)
L'Ordine della Croce Rossa (in serbo: Орден Црвеног крста) era una decorazione militare del Regno di Serbia, del Regno dei Serbi, Croati e Sloveni e del Regno di Jugoslavia. Istituito nel 1876 e assegnato per la prima volta nel 1877 dalla Società serba della Croce Rossa, veniva concesso per l'eccezionale cura dei feriti e dei malati durante la guerra. Le decorazioni della Società Serba della Croce Rossa avevano il grado di decorazioni statali. Un'altra decorazione militare era la Medaglia al Merito della Croce Rossa.

## Storia e criteri
L'Ordine della Croce Rossa, precedentemente Società della Croce Rossa serba (in Serbo: Друштво Српског Црвеног крста), fu fondato nel 1877, fu assegnato per la prima volta durante le Guerre d'indipendenza contro l'Impero Ottomano (1876-1878).
La Croce veniva assegnata dal Consiglio della Società della Croce Rossa, con l'approvazione del Cancelliere degli Ordini Reali, per meriti eccezionali e servizi resi alla Croce Rossa serba in tempo di guerra o di pace, e per la cura e l'assistenza ai malati e feriti, filantropia e merito personale. L'Ordine della Croce Rossa fu fondato in un'unica Classe.
Dopo il 1918 e la proclamazione del Regno dei Serbi, Croati e Sloveni, la Società della Croce Rossa serba divenne nota come Ordine della Croce Rossa.

## Aspetto

### Principato di Serbia
La decorazione era uno stemma d'argento sul petto a forma di croce con smalto rosso su entrambi i lati; sul davanti è presente lo stemma del Principato di Serbia e una corona con nella parte superiore un passante in metallo per l'aggancio del nastro. Sul rovescio è presente l'iscrizione: “1876”, data di fondazione della Croce Rossa di Serbia.
La Croce veniva portata sospesa ad un nastro tricolore.

### Regno di Serbia
L'aspetto della Croce fu modificato dopo la Proclamazione del Regno di Serbia nel 1882, sostituendo lo stemma del Principato di Serbia con lo stemma del regno di Serbia; presentava una corona con un anello di metallo nella parte superiore per attaccare il nastro. Il rovescio riportava la stessa iscrizione della prima versione: “1876”.
La croce veniva indossata sospesa a un nastro bianco quando veniva assegnata per i servizi in tempo di pace e bianca con strisce rosse sul bordo per i servizi in tempo di guerra.

## Destinatari
- Durante la guerra serbo-bulgara 1885-86 477: (284 agli stranieri)[6]
- Durante la prima e la seconda guerra balcanica e la prima guerra mondiale (fino al 1921): 3135 (1807 agli stranieri).
- Dal 1922 al 1936: 674 (145 agli stranieri).

## Galleria d'immagini

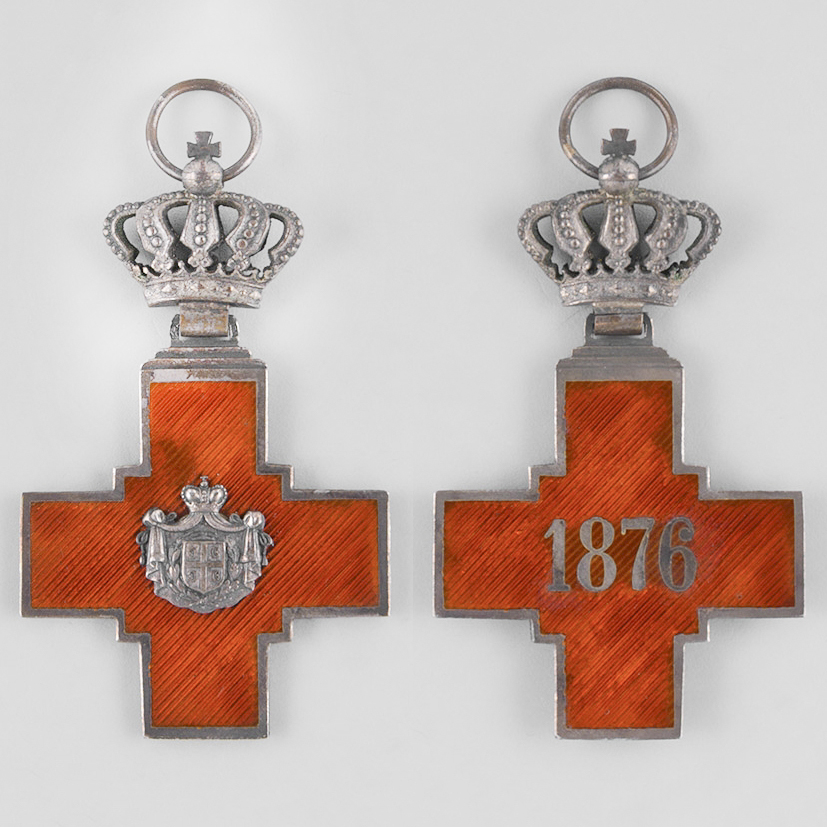
Ordine della Croce Rossa, Principato di Serbia
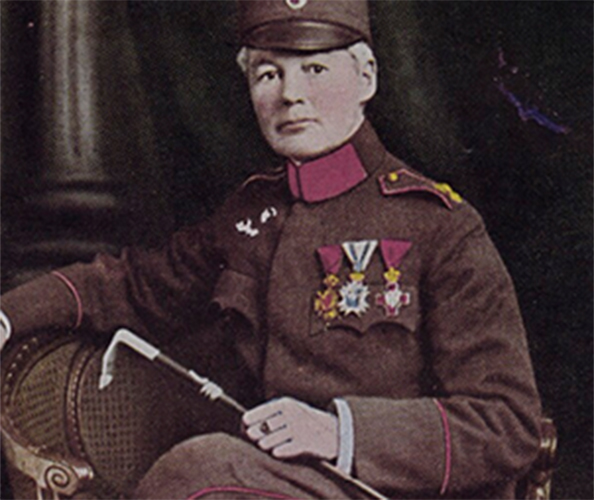
Flora Sandes, con indosso l'Ordine della Croce Rossa (terza da sinistra)
Bandiera dello stato Serbo (1882-1918)
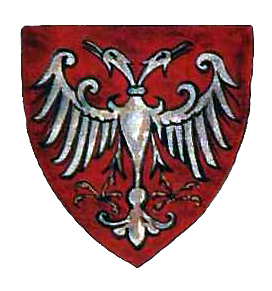
Ricostruzione moderna dello stemma della Casa di Nemanja, realizzata da Aleksandar Palavestra, sulla base dell'Armeria di Fojnica (XVII secolo).